# Baukje Galama
B.A.H. (Baukje) Galama (Haskerdijken, 19 januari 1957) is een Nederlands politica.
Voor ze burgemeester werd was ze van 2001 tot 2005 directeur van Stichting Welzijn Weststellingwerf en ze was voor deze functie van 1994 tot 1998 wethouder in de gemeente Weststellingwerf. Van 2003 tot 2007 was lid van de Provinciale Staten van Friesland.
Op 1 juli 2005 werd ze burgemeester van Vlieland. Per 1 september 2009 werd ze burgemeester van Stadskanaal. In februari 2018 besloot ze om haar ontslag in te dienen als burgemeester van Stadskanaal om gezondheidsredenen. Voorafgaande aan haar ontslag was zij in conflict gekomen met leden van de gemeenteraad.
Op 29 maart 2018 was Gert-Jan Boels voor 15 minuten waarnemend burgemeester om de nieuwe gemeenteraad van Stadskanaal te kunnen installeren.